# Roger Burkman
Roger Allen Burkman (Indianapolis, 22 maggio 1958) è un ex cestista e dirigente sportivo statunitense, professionista nella NBA.

## Carriera
Venne scelto al sesto giro del Draft NBA 1981 (130ª chiamata assoluta) dai Chicago Bulls. Giocò 6 partite, segnando 0,8 punti in 5,0 minuti di media, prima di essere tagliato l'11 dicembre 1981. Terminò la stagione nella CBA, con gli Anchorage Northern Knights.

## Palmarès
- Campione NCAA (1980)